# Grand Prix moto de la Communauté valencienne 2023
Le Grand Prix moto de la Communauté valencienne 2023 est la vingtième et dernière manche du championnat du monde de vitesse moto 2023.
Cette 25e édition du Grand Prix moto de la Communauté valencienne se déroule du 24 au 26 novembre sur le Circuit de Valence Ricardo Tormo à Valence.

## Qualifications

### MotoGP
| Meilleur tour de la session |

| Pos.             | No. | Pilote                | Constructeur | Temps qualificatif | Temps qualificatif | Grille Finale | Row |
| Pos.             | No. | Pilote                | Constructeur | Q1                 | Q2                 | Grille Finale | Row |
| ---------------- | --- | --------------------- | ------------ | ------------------ | ------------------ | ------------- | --- |
| 1                | 12  | Maverick Viñales      | Aprilia      | Qualifié en Q2     | 1 min 28 s 931     | 1             | 1   |
| 2                | 1   | Francesco Bagnaia     | Ducati       | 1 min 29 s 054     | 1 min 29 s 023     | 2             | 1   |
| 3                | 5   | Johann Zarco          | Ducati       | Qualifié en Q2     | 1 min 29 s 144     | 3             | 1   |
| 4                | 43  | Jack Miller           | KTM          | Qualifié en Q2     | 1 min 29 s 161     | 4             | 2   |
| 5                | 33  | Brad Binder           | KTM          | Qualifié en Q2     | 1 min 29 s 171     | 5             | 2   |
| 6                | 89  | Jorge Martín          | Ducati       | Qualifié en Q2     | 1 min 29 s 182     | 6             | 2   |
| 7                | 72  | Marco Bezzecchi       | Ducati       | Qualifié en Q2     | 1 min 29 s 223     | 7             | 3   |
| 8                | 73  | Álex Márquez          | Ducati       | 1 min 29 s 196     | 1 min 29 s 261     | 8             | 3   |
| 9                | 93  | Marc Márquez          | Honda        | Qualifié en Q2     | 1 min 29 s 275     | 9             | 3   |
| 10               | 25  | Raúl Fernández        | Aprilia      | Qualifié en Q2     | 1 min 29 s 438     | 10            | 4   |
| 11               | 49  | Fabio Di Giannantonio | Ducati       | Qualifié en Q2     | 1 min 29 s 510     | 11            | 4   |
| 12               | 41  | Aleix Espargaró       | Aprilia      | Qualifié en Q2     | 1 min 29 s 797     | 12            | 4   |
| 13               | 37  | Augusto Fernández     | KTM          | 1 min 29 s 233     | N/A                | 13            | 5   |
| 14               | 23  | Enea Bastianini       | Ducati       | 1 min 29 s 389     | N/A                | 14            | 6   |
| 15               | 20  | Fabio Quartararo      | Yamaha       | 1 min 29 s 613     | N/A                | 15            | 5   |
| 16               | 30  | Takaaki Nakagami      | Honda        | 1 min 29 s 864     | N/A                | 16            | 5   |
| 17               | 10  | Luca Marini           | Ducati       | 1 min 29 s 901     | N/A                | 17            | 6   |
| 18               | 44  | Pol Espargaró         | KTM          | 1 min 29 s 953     | N/A                | 18            | 6   |
| 19               | 21  | Franco Morbidelli     | Yamaha       | 1 min 30 s 045     | N/A                | 19            | 7   |
| 20               | 42  | Álex Rins             | Honda        | 1 min 30 s 257     | N/A                | 20            | 7   |
| 21               | 32  | Lorenzo Savadori      | Aprilia      | 1 min 31 s O44     | N/A                | 21            | 7   |
| Rapport officiel |     |                       |              |                    |                    |               |     |

## Classements MotoGP

### Course Sprint
| Pos.                                                                    | No. | Pilote                | Equipe                       | Constructeur | Tours | Temps/Ecarts    | Grille | Points |
| ----------------------------------------------------------------------- | --- | --------------------- | ---------------------------- | ------------ | ----- | --------------- | ------ | ------ |
| 1                                                                       | 89  | Jorge Martín          | Prima Pramac Racing          | Ducati       | 13    | 19 min 38 s 827 | 6      | 12     |
| 2                                                                       | 33  | Brad Binder           | Red Bull KTM Factory Racing  | KTM          | 13    | +0 s 190        | 5      | 9      |
| 3                                                                       | 93  | Marc Márquez          | Repsol Honda Team            | Honda        | 13    | +2 s 122        | 9      | 7      |
| 4                                                                       | 12  | Maverick Viñales      | Aprilia Racing               | Aprilia      | 13    | +3 s 106        | 1      | 6      |
| 5                                                                       | 1   | Francesco Bagnaia     | Ducati Lenovo Team           | Ducati       | 13    | +4 s 253        | 2      | 5      |
| 6                                                                       | 49  | Fabio Di Giannantonio | Gresini Racing MotoGP        | Ducati       | 13    | +4 s 400        | 11     | 4      |
| 7                                                                       | 72  | Marco Bezzecchi       | Mooney VR46 Racing Team      | Ducati       | 13    | +4 s 502        | 7      | 3      |
| 8                                                                       | 73  | Álex Márquez          | Gresini Racing MotoGP        | Ducati       | 13    | +5 s 578        | 8      | 2      |
| 9                                                                       | 5   | Johann Zarco          | Prima Pramac Racing          | Ducati       | 13    | +5 s 910        | 3      | 1      |
| 10                                                                      | 37  | Augusto Fernández     | GasGas Factory Racing Tech3  | KTM          | 13    | +6 s 095        | 13     |        |
| 11                                                                      | 25  | Raúl Fernández        | CryptoData RNF MotoGP Team   | Aprilia      | 13    | +7 s 674        | 10     |        |
| 12                                                                      | 43  | Jack Miller           | Red Bull KTM Factory Racing  | KTM          | 13    | +8 s 098        | 4      |        |
| 13                                                                      | 41  | Aleix Espargaró       | Aprilia Racing               | Aprilia      | 13    | +9 s 513        | 12     |        |
| 14                                                                      | 44  | Pol Espargaró         | GasGas Factory Racing Tech3  | KTM          | 13    | +12 s 453       | 18     |        |
| 15                                                                      | 23  | Enea Bastianini       | Ducati Lenovo Team           | Ducati       | 13    | +12 s 599       | 14     |        |
| 16                                                                      | 30  | Takaaki Nakagami      | LCR Honda Idemitsu           | Honda        | 13    | +13 s 787       | 16     |        |
| 17                                                                      | 10  | Luca Marini           | Mooney VR46 Racing Team      | Ducati       | 13    | +13 s 887       | 17     |        |
| 18                                                                      | 21  | Franco Morbidelli     | Monster Energy Yamaha MotoGP | Yamaha       | 13    | +14 s 943       | 19     |        |
| 19                                                                      | 42  | Álex Rins             | LCR Honda Castrol            | Honda        | 13    | +20 s 378       | 20     |        |
| 20                                                                      | 32  | Lorenzo Savadori      | CryptoData RNF MotoGP Team   | Aprilia      | 13    | +25 s 017       | 21     |        |
| Ab.                                                                     | 20  | Fabio Quartararo      | Monster Energy Yamaha MotoGP | Yamaha       | 4     | Accident        | 15     |        |
| DNS                                                                     | 36  | Joan Mir              | Repsol Honda Team            | Honda        |       | Non partant     |        |        |
| Meilleur tour du Sprint: Marc Márquez (Honda) – 1 min 29 s 809 (tour 4) |     |                       |                              |              |       |                 |        |        |
| Rapport officiel                                                        |     |                       |                              |              |       |                 |        |        |

### Course principale
| Pos.                                                           | No. | Pilote                | Equipe                       | Constructeur | Tours | Temps/Ecarts    | Grille | Points |
| -------------------------------------------------------------- | --- | --------------------- | ---------------------------- | ------------ | ----- | --------------- | ------ | ------ |
| 1                                                              | 1   | Francesco Bagnaia     | Ducati Lenovo Team           | Ducati       | 27    | 40 min 58 s 535 | 1      | 25     |
| 2                                                              | 5   | Johann Zarco          | Prima Pramac Racing          | Ducati       | 27    | +0 s 360        | 2      | 20     |
| 3                                                              | 33  | Brad Binder           | Red Bull KTM Factory Racing  | KTM          | 27    | +2 s 347        | 5      | 16     |
| 4                                                              | 49  | Fabio Di Giannantonio | Gresini Racing MotoGP        | Ducati       | 27    | +3 s 176        | 11     | 13     |
| 5                                                              | 25  | Raúl Fernández        | CryptoData RNF MotoGP Team   | Aprilia      | 27    | +4 s 636        | 10     | 11     |
| 6                                                              | 73  | Álex Márquez          | Gresini Racing MotoGP        | Ducati       | 27    | +4 s 708        | 8      | 10     |
| 7                                                              | 21  | Franco Morbidelli     | Monster Energy Yamaha MotoGP | Yamaha       | 27    | +4 s 736        | 19     | 9      |
| 8                                                              | 41  | Aleix Espargaró       | Aprilia Racing               | Aprilia      | 27    | +8 s 014        | 12     | 8      |
| 9                                                              | 10  | Luca Marini           | Mooney VR46 Racing Team      | Ducati       | 27    | +9 s 486        | 17     | 7      |
| 10                                                             | 12  | Maverick Viñales      | Aprilia Racing               | Aprilia      | 27    | +10 s 556       | 4      | 6      |
| 11                                                             | 20  | Fabio Quartararo      | Monster Energy Yamaha MotoGP | Yamaha       | 27    | +12 s 001       | 15     | 5      |
| 12                                                             | 30  | Takaaki Nakagami      | LCR Honda Idemitsu           | Honda        | 27    | +21 s 695       | 16     | 4      |
| 13                                                             | 32  | Lorenzo Savadori      | CryptoData RNF MotoGP Team   | Aprilia      | 27    | +43 s 297       | 21     | 3      |
| 14                                                             | 44  | Pol Espargaró         | GasGas Factory Racing Tech3  | KTM          | 25    | + 2 tours       | 18     | 2      |
| Ab.                                                            | 42  | Álex Rins             | LCR Honda Castrol            | Honda        | 19    | Accident        | 20     |        |
| Ab.                                                            | 43  | Jack Miller           | Red Bull KTM Factory Racing  | KTM          | 18    | Accident        | 3      |        |
| Ab.                                                            | 23  | Enea Bastianini       | Ducati Lenovo Team           | Ducati       | 9     | Accident        | 14     |        |
| Ab.                                                            | 37  | Augusto Fernández     | GasGas Factory Racing Tech3  | KTM          | 9     | Accident        | 13     |        |
| Ab.                                                            | 93  | Marc Márquez          | Repsol Honda Team            | Honda        | 5     | Accident        | 9      |        |
| Ab.                                                            | 89  | Jorge Martín          | Prima Pramac Racing          | Ducati       | 5     | Accident        | 6      |        |
| Ab.                                                            | 72  | Marco Bezzecchi       | Mooney VR46 Racing Team      | Ducati       | 0     | Accident        | 7      |        |
| DNS                                                            | 36  | Joan Mir              | Repsol Honda Team            | Honda        |       | Non partant     |        |        |
| Meilleur tour en course: Brad Binder (KTM) – 1:30.145 (tour 3) |     |                       |                              |              |       |                 |        |        |
| Rapport officiel                                               |     |                       |                              |              |       |                 |        |        |

## Classements Moto2
| Pos.                                                                            | No. | Pilote                  | Constructeur | Tours | Temps/Ecarts    | Grille | Points |
| ------------------------------------------------------------------------------- | --- | ----------------------- | ------------ | ----- | --------------- | ------ | ------ |
| 1                                                                               | 54  | Fermín Aldeguer         | Boscoscuro   | 22    | 34 min 33 s 384 | 2      | 25     |
| 2                                                                               | 40  | Arón Canet              | Kalex        | 22    | +3 s 986        | 1      | 20     |
| 3                                                                               | 21  | Alonso López            | Boscoscuro   | 22    | +6 s 455        | 14     | 16     |
| 4                                                                               | 24  | Marcos Ramírez          | Kalex        | 22    | +6 s 476        | 3      | 13     |
| 5                                                                               | 35  | Somkiat Chantra         | Kalex        | 22    | +7 s 060        | 10     | 11     |
| 6                                                                               | 96  | Jake Dixon              | Kalex        | 22    | +7 s 864        | 5      | 10     |
| 7                                                                               | 22  | Sam Lowes               | Kalex        | 22    | +8 s 924        | 4      | 9      |
| 8                                                                               | 16  | Joe Roberts             | Kalex        | 22    | +11 s 842       | 7      | 8      |
| 9                                                                               | 71  | Dennis Foggia           | Kalex        | 22    | +12 s 096       | 12     | 7      |
| 10                                                                              | 75  | Albert Arenas           | Kalex        | 22    | +12 s 549       | 9      | 6      |
| 11                                                                              | 79  | Ai Ogura                | Kalex        | 22    | +13 s 527       | 17     | 5      |
| 12                                                                              | 37  | Pedro Acosta            | Kalex        | 22    | +14 s 044       | 6      | 4      |
| 13                                                                              | 18  | Manuel González         | Kalex        | 22    | +15 s 570       | 18     | 3      |
| 14                                                                              | 7   | Barry Baltus            | Kalex        | 22    | +15 s 861       | 16     | 2      |
| 15                                                                              | 52  | Jeremy Alcoba           | Kalex        | 22    | +18 s 539       | 23     | 1      |
| 16                                                                              | 14  | Tony Arbolino           | Kalex        | 22    | +18 s 608       | 19     |        |
| 17                                                                              | 12  | Filip Salač             | Kalex        | 22    | +25 s 356       | 8      |        |
| 18                                                                              | 84  | Zonta van den Goorbergh | Kalex        | 22    | +26 s 716       | 20     |        |
| 19                                                                              | 44  | Matteo Ferrari          | Kalex        | 22    | +31 s 074       | 24     |        |
| 20                                                                              | 15  | Darryn Binder           | Kalex        | 22    | +33 s 307       | 25     |        |
| 21                                                                              | 33  | Rory Skinner            | Kalex        | 22    | +35 s 853       | 26     |        |
| 22                                                                              | 23  | Taiga Hada              | Kalex        | 22    | +36 s 352       | 29     |        |
| 23                                                                              | 17  | Álex Escrig             | Forward      | 22    | +36 s 955       | 22     |        |
| 24                                                                              | 64  | Bo Bendsneyder          | Kalex        | 22    | +41 s 137       | 27     |        |
| 25                                                                              | 9   | Mattia Casadei          | Kalex        | 22    | +42 s 309       | 30     |        |
| 26                                                                              | 4   | Sean Dylan Kelly        | Forward      | 22    | +55 s 828       | 32     |        |
| Ab.                                                                             | 45  | Héctor Garzó            | NTS          | 16    | Accident        | 28     |        |
| Ab.                                                                             | 13  | Celestino Vietti        | Kalex        | 6     | Accident        | 11     |        |
| Ab.                                                                             | 3   | Lukas Tulovic           | Kalex        | 4     | Accident        | 21     |        |
| Ab.                                                                             | 11  | Sergio García           | Kalex        | 0     | Accident        | 13     |        |
| Ab.                                                                             | 28  | Izan Guevara            | Kalex        | 0     | Accident        | 15     |        |
| Ab.                                                                             | 5   | Kohta Nozane            | Kalex        | 0     | Accident        | 31     |        |
| Meilleur tour en course: Fermín Aldeguer (Boscoscuro) – 1 min 33 s 665 (tour 8) |     |                         |              |       |                 |        |        |
| Rapport officiel                                                                |     |                         |              |       |                 |        |        |

## Classements Moto3
| Pos.                                                                       | No. | Pilote              | Constructeur | Tours | Temps/Ecarts    | Grille | Points |
| -------------------------------------------------------------------------- | --- | ------------------- | ------------ | ----- | --------------- | ------ | ------ |
| 1                                                                          | 71  | Ayumu Sasaki        | Husqvarna    | 20    | 33 min 03 s 409 | 2      | 25     |
| 2                                                                          | 80  | David Alonso        | Gas Gas      | 20    | +0 s 082        | 5      | 20     |
| 3                                                                          | 48  | Iván Ortolá         | KTM          | 20    | +0 s 128        | 6      | 16     |
| 4                                                                          | 95  | Collin Veijer       | Husqvarna    | 20    | +0 s. 266       | 1      | 13     |
| 5                                                                          | 53  | Deniz Öncü          | KTM          | 20    | +0 s 384        | 3      | 11     |
| 6                                                                          | 99  | José Antonio Rueda  | KTM          | 20    | +3 s 589        | 7      | 10     |
| 7                                                                          | 66  | Joel Kelso          | CFMoto       | 20    | +4 s 623        | 4      | 9      |
| 8                                                                          | 96  | Daniel Holgado      | KTM          | 20    | +6 s 105        | 18     | 8      |
| 9                                                                          | 44  | David Muñoz         | KTM          | 20    | +6 s 305        | 9      | 7      |
| 10                                                                         | 6   | Ryusei Yamanaka     | Gas Gas      | 20    | +6 s 907        | 10     | 6      |
| 11                                                                         | 72  | Taiyo Furusato      | Honda        | 20    | +9 s 166        | 16     | 5      |
| 12                                                                         | 7   | Filippo Farioli     | KTM          | 20    | +9 s 663        | 14     | 4      |
| 13                                                                         | 31  | Adrián Fernández    | Honda        | 20    | +10 s 562       | 12     | 3      |
| 14                                                                         | 5   | Jaume Masiá         | Honda        | 20    | +10 s 568       | 8      | 2      |
| 15                                                                         | 82  | Stefano Nepa        | KTM          | 20    | +11 s 462       | 11     | 1      |
| 16                                                                         | 55  | Romano Fenati       | Honda        | 20    | +13 s 966       | 20     |        |
| 17                                                                         | 54  | Riccardo Rossi (it) | Honda        | 20    | +14 s 000       | 15     |        |
| 18                                                                         | 18  | Matteo Bertelle     | Honda        | 20    | +25 s 472       | 19     |        |
| 19                                                                         | 43  | Xavier Artigas      | CFMoto       | 20    | +28 s 354       | 22     |        |
| 20                                                                         | 27  | Kaito Toba          | Honda        | 20    | +28 s 420       | 21     |        |
| 21                                                                         | 38  | David Salvador      | KTM          | 20    | +33 s 908       | 23     |        |
| 22                                                                         | 69  | Marcos Ruda         | Husqvarna    | 20    | +36 s 632       | 25     |        |
| 23                                                                         | 64  | Mario Aji           | Honda        | 20    | +36 s 785       | 26     |        |
| Ab.                                                                        | 20  | Lorenzo Fellon      | KTM          | 2     | Accident        | 24     |        |
| Ab.                                                                        | 21  | Vicente Pérez       | KTM          | 0     | Accident        | 13     |        |
| Ab.                                                                        | 10  | Diogo Moreira       | KTM          | 0     | Accident        | 17     |        |
| DNS                                                                        | 63  | Syarifuddin Azman   | KTM          |       | Non partant     |        |        |
| DNS                                                                        | 19  | Scott Ogden         | Honda        |       | Non partant     |        |        |
| WD                                                                         | 92  | David Almansa       | Husqvarna    |       | Forfait         |        |        |
| Meilleur tour en course: David Alonso (Gas Gas) – 1 min 38 s 438 (tour 14) |     |                     |              |       |                 |        |        |
| Rapport officiel                                                           |     |                     |              |       |                 |        |        |

## Classements aux Championnats
Seule le Top 5 de chaque championnat à l'issue du Grand Prix est présenté ici,,.

### MotoGP
|  | Pos. | Pilote            | Points |
|  | ---- | ----------------- | ------ |
|  | 1    | Francesco Bagnaia | 467    |
|  | 2    | Jorge Martín      | 428    |
|  | 3    | Marco Bezzecchi   | 329    |
|  | 4    | Brad Binder       | 293    |
|  | 5    | Johann Zarco      | 225    |

|  | Pos. | Constructeur | Points |
|  | ---- | ------------ | ------ |
|  | 1    | Ducati       | 700    |
|  | 2    | KTM          | 370    |
|  | 3    | Aprilia      | 326    |
|  | 4    | Yamaha       | 196    |
|  | 5    | Honda        | 185    |

|  | Pos. | Equipe                      | Points |
|  | ---- | --------------------------- | ------ |
|  | 1    | Prima Pramac Racing         | 653    |
|  | 2    | Ducati Lenovo Team          | 561    |
|  | 3    | Mooney VR46 Racing Team     | 530    |
|  | 4    | Red Bull KTM Factory Racing | 456    |
|  | 5    | Aprilia Racing              | 410    |

### Moto2
|   | Pos. | Pilote          | Points |
| - | ---- | --------------- | ------ |
|   | 1    | Pedro Acosta    | 333.5  |
|   | 2    | Tony Arbolino   | 246.5  |
| 1 | 3    | Fermín Aldeguer | 212    |
| 1 | 4    | Jake Dixon      | 204    |
|   | 5    | Arón Canet      | 195    |

|  | Pos. | Constructeur | Points |
|  | ---- | ------------ | ------ |
|  | 1    | Kalex        | 462.5  |
|  | 2    | Boscoscuro   | 286    |
|  | 3    | Forward      | 5      |

|   | Pos. | Equipe                   | Points |
| - | ---- | ------------------------ | ------ |
|   | 1    | Red Bull KTM Ajo         | 418.5  |
| 1 | 2    | CAG Speed Up             | 362    |
| 1 | 3    | Elf Marc VDS Racing Team | 350.5  |
|   | 4    | Idemitsu Honda Team Asia | 310    |
|   | 5    | Pons Wegow Los40         | 279    |

### Moto3
|   | Pos. | Pilote         | Points |
| - | ---- | -------------- | ------ |
|   | 1    | Jaume Masià    | 273    |
|   | 2    | Ayumu Sasaki   | 268    |
|   | 3    | David Alonso   | 245    |
| 1 | 4    | Deniz Öncü     | 223    |
| 1 | 5    | Daniel Holgado | 220    |

|  | Pos. | Constructeur | Points |
|  | ---- | ------------ | ------ |
|  | 1    | KTM          | 394    |
|  | 2    | Honda        | 327    |
|  | 3    | Husqvarna    | 307    |
|  | 4    | Gas Gas      | 270    |
|  | 5    | CFMoto       | 113    |

|  | Pos. | Equipe                         | Points |
|  | ---- | ------------------------------ | ------ |
|  | 1    | Liqui Moly Husqvarna Intact GP | 417    |
|  | 2    | Leopard Racing                 | 349    |
|  | 3    | Red Bull KTM Ajo               | 344    |
|  | 4    | Valresa GasGas Aspar Team      | 329    |
|  | 5    | Angeluss MTA Team              | 289    |